# Mont Hay
Pour les articles homonymes, voir Hay.
Le mont Hay est une montagne qui fait partie du chaînon du mont Hay dans les montagnes Bleues, dans le parc national des Blue Mountains, en Nouvelle-Galles du Sud, en Australie.
Il est situé à environ 100 kilomètres à l'ouest de Sydney et à 10 kilomètres au nord de la ville la plus proche, Wentworth Falls. Le mont Hay s'élève à environ 944 mètres d'altitude et est l'une des nombreuses calottes basaltiques situées dans la région des Grandes Montagnes Bleues, classée au patrimoine mondial de l'UNESCO. 

## Géographie
Le mont Hay a la forme d'un dôme dans sa partie sommitale et se trouve sur l'escarpement sud de la vallée Grose, l'une des principales vallées des montagnes Bleues.

## Activités
Un sentier pédestre mène au sommet de la montagne, mais l'approche initiale se fait par la Mount Hay Road, qui bifurque de la Great Western Highway (en) dans la ville de Leura. La route, non goudronnée et assez accidentée, serpente généralement vers le nord-est sur environ 14 kilomètres et se termine à l'aire de pique-nique du mont Hay.
Depuis l'aire de pique-nique, une piste mène à la montagne, située à un peu plus d'un kilomètre. Au sommet se trouve une station trigonométrique. 